# Дінан (округ)
Округ Дінан (фр. Arrondissement de Dinan) — округ у Франції, в департаменті Кот-д'Армор. 2023 року округ об'єднував 67 муніципалітетів, населення становило 105 300 осіб.
Адміністративний центр (супрефектура) — Дінан.

## Муніципалітети
Список муніципалітетів округу та їхні коди INSEE:
1. Бобіталь (22008)
2. Боссе-сюр-Мер (22209)
3. Броон (22020)
4. Брюсвілі (22021)
5. Бурсель (22014)
6. Вільде-Гінгалан (22388)
7. Генрок (22069)
8. Гітте (22071)
9. Дінан (22050)
10. Евран (22056)
11. Івіньяк-ла-Тур (22391)
12. Калорген (22026)
13. Кевер (22259)
14. Кольн (22032)
15. Корсель (22048)
16. Креан (22049)
17. Ла-Віконте-сюр-Ранс (22385)
18. Ла-Ландек (22097)
19. Ла-Шапель-Бланш (22036)
20. Ланвалле (22118)
21. Лангедья (22104)
22. Лангенан (22105)
23. Лангроле-сюр-Ранс (22103)
24. Ландеб'я (22096)
25. Лансьє (22094)
26. Ле-Енгле (22082)
27. Ле-Кіу (22263)
28. Ле-Шам-Жеро (22035)
29. Матіньон (22143)
30. Мегрі (22145)
31. Окалек (22003)
32. Планкое (22172)
33. Плебуль (22174)
34. Плеван (22200)
35. Плевенон (22201)
36. Пледіан-сюр-Ранс (22197)
37. Плелан-ле-Петі (22180)
38. Плелен-Тригаву (22190)
39. Плорек-сюр-Аргенон (22205)
40. Плуан (22208)
41. Плуер-сюр-Ранс (22213)
42. Плюдюно (22237)
43. Плюмога (22240)
44. Плюмодан (22239)
45. Рюка (22268)
46. Сен-Елан (22299)
47. Сен-Жакю-де-ла-Мер (22302)
48. Сен-Жуан-де-л'Іль (22305)
49. Сен-Жува (22308)
50. Сен-Жудос (22306)
51. Сен-Карне (22280)
52. Сен-Каст-ле-Гільдо (22282)
53. Сен-Лормель (22311)
54. Сен-Мадан (22312)
55. Сен-Мелуар-де-Буа (22317)
56. Сен-Мішель-де-Плелан (22318)
57. Сен-Моде (22315)
58. Сен-Потан (22323)
59. Сен-Самсон-сюр-Ранс (22327)
60. Сент-Андре-дез-О (22274)
61. Тадан (22339)
62. Требедан (22342)
63. Треврон (22380)
64. Треліван (22364)
65. Тремерек (22368)
66. Трефюмель (22352)
67. Фреель (22179)